# Franz Brunhölzl
Franz Brunhölzl (* 12. Juni 1924 in Neumarkt-Sankt Veit; † 6. Juni 2014 in München) war ein deutscher Mittellateinischer Philologe.

## Leben
Franz Brunhölzl wurde nach dem Abitur zur Wehrmacht eingezogen und diente im Zweiten Weltkrieg an der Ostfront. 1944 wurde er aufgrund einer Kriegsverletzung entlassen und nahm sein Studium an der Karls-Universität Prag auf. Er studierte Klassische Philologie und Lateinische Philologie des Mittelalters. Nach der Evakuierung der Prager Universität ging er an die Universität München, wo er 1951 bei Paul Lehmann mit der Dissertation Florilegium Treverense: Ein sentenziöses Dichterflorileg des späten Mittelalters promoviert wurde. Nach seiner Habilitation in München (1961) ging er am 14. Januar 1964 an die Universität Erlangen-Nürnberg, wo er als außerordentlicher Professor das Seminar für Lateinische Philologie des Mittelalters gründete. Der Nachlass seines Lehrers Paul Lehmann bildete den Grundstock der dortigen Bibliothek.
Noch im selben Jahr, 1964, wechselte Brunhölzl auf eine ordentliche Professur seines Faches nach Marburg. Sein Nachfolger in Erlangen, Paul Klopsch, wurde 1966 ebenfalls zum ordentlichen Professor ernannt. Brunhölzls Assistent in Marburg war sein Schüler Fidel Rädle, der schon in Erlangen mit ihm zusammengearbeitet hatte. 1975 wechselte Brunhölzl an seine Alma mater München, wo er bis zu seiner Emeritierung 1990 lehrte und forschte.
Franz Brunhölzl war einer der besten Kenner der lateinischen Literatur des Mittelalters. Er beschäftigte sich mit verschiedenen Literaturepochen, Einzelwerken und Autoren sowie mit Fragen der Überlieferungsgeschichte. Seine Geschichte der lateinischen Literatur des Mittelalters gilt als Standardwerk. Zusammen mit Kurt Ruh arbeitete er mit  am 8. Band (Europäisches Spätmittelalter) des Neuen Handbuchs der Literaturwissenschaft. Zu seinem 65. Geburtstag erschien eine Festschrift zu seinen Ehren mit dem Titel Tradition und Wertung.